# Onaga
Onaga es un personaje en la serie de videojuegos de lucha Mortal Kombat. Onaga fue nombrado originalmente en Mortal Kombat: Deadly Alliance bajo el nombre secreto del Rey Dragón, aunque su primera aparición física fue en Mortal Kombat Deception como antagonista principal del juego.

## Historia
Es el jefe muerto del Outworld, antes de Shao Kahn. No mucho se sabe de él, salvo el hecho de que su ejército fue considerado invencible. Tras su muerte inoportuna, su cuerpo fue mantenido en una tumba que no fue destapada hasta que el nigromante Quan Chi se encontrara con ella. Onaga es uno de los personajes de la serie sobre los cuales One Being ejercía influencia. Sus poderes más importantes incluyen fuerza sobrehumana y resistencia a todas las formas de magia, así como el poder innato de levantar a los muertos. 

## Apariciones

### Mortal Kombat Deception/Mortal Kombat Unchained

#### Final
Mis enemigos no me han impedido fusionar todas las armas de los Dioses Antiguos en una sola. Usé esta arma definitiva para deformar la realidad, fusionando los reinos en una existencia singular. Los Dioses Antiguos estaban indefensos, y utilicé su propio poder contra ellos, en el vacío más allá del One Realm.
No satisfecho con simplemente gobernar el One Realm, aproveché todo lo que existe y lo fundí en mí mismo. Solo puede haber una conciencia, yo soy todo. Me he convertido... En el Ser único.

### Mortal Kombat Armageddon

#### Biografía
Mis planes se frustraron cuando ya casi había recuperado mi trono como Emperador del Mundo Exterior. Mi peón, Shujinko, se había vuelto más poderoso de lo esperado. Tras reunir a varios guerreros aliados en su causa, absorbió su poder para luchar y rompió los seis Kamidogu, volviéndome vulnerable. Tan solo el amuleto que le quité al hechicero Quan Chi me otorgaba protección.
En el mismo momento en que Shujinko me daba el golpe final, una fuerza extraña atrapó mi alma y me expulsó del cuerpo que ocupaba. Me encontraba atado a una runa en el Netherrealm. Permanecí allí hasta que Shinnok, un Dios Anciano caído, me encontró. Al igual que yo, él estaba atrapado en ese maldito lugar, tras haberle sido negada la dominación de otros reinos por parte de seres inferiores. Shinnok me ofreció la oportunidad para vengarme: recuperaría el lugar que me corresponde como gobernante del Mundo Exterior a cambio de servirle lealmente. No me arrodillo ante nadie, pero consideré su oferta.
Aunque cada vez estaba más cerca la salida de Shinnok del Infierno, temía una nueva derrota; ya sea a manos de sus enemigos o de sus aliados. Él podría reaparecer sin ningún obstáculo si todos eran eliminados previamente. Para alcanzar esto, necesitaba que el semidiós edeniano Daegon derrotara a una criatura de fuego. La energía divina que Daegon recibiría de esa victoria desencadenaría la matanza. Sin embargo, muchos otros guerreros también perseguían este poder. Si Daegon fallaba, si otro guerrero derrotaba a Blaze, los planes de Shinnok no se cumplirían.
La mayor preocupación de Shinnok era Shao Kahn, mi peor y más odiado enemigo. Shinnok propuso que fingiera no estar de acuerdo, pero que finalmente me uniera a la nueva alianza de Quan Chi para poder permanecer cerca del traidor. Luego le seguiría hasta el campo de batalla y evitaría que llegase a Blaze. Cuando Daegon ganase el premio, todos los kombatientes serían asesinados y yo recibiría el trono del Mundo Exterior nuevamente. Y por si fuera poco, Shujinko, que permanecía encerrado en las mazmorras de Shao Kahn, sería mío para hacerle lo que quisiera.
No confié en este Dios Anciano caído. Comencé a sospechar que me traicionaría: si todo iba según lo planeado, seguramente yo también estaría entre los muertos. Pero acepté su oferta para poder liberarme del maldito Infierno. Satisfecho, Shinnok invocó un portal y habló a través de él. Luego levantó los brazos y apretó sus puños. Mediante un grito demoníaco liberó mi alma del símbolo de las runas y salí del Infierno. Desperté en mi cuerpo original, cubierto de sangre de dragón. Se encontraban ante mí Shang Tsung, Quan Chi, y mi odiado enemigo, Shao Kahn.
Fingiré ser el peón de Shinnok y me uniré a la alianza de Quan Chi. Shao Kahn jamás llegará hasta Blaze. Pero sería un estúpido si permitiera la victoria de Daegon. Cuando haya acabado con la criatura de fuego y tenga mi premio, la cabeza de Shinnok será mía. ¡Onaga no sirve A NADIE!

#### Final
Las fuerzas de la oscuridad derrotaron a Blaze, y el Rey Dragón incautó el premio para sí mismo, alcanzar el poder supremo. Inmediatamente centró su ira sobre el que él ha despreciado más: Shao Kahn. Hace mucho tiempo, Shao Kahn le había robado el Outworld, pero ahora Onaga podría reparar esa traición. Shao Kahn, fue golpeado hasta el punto de muerte, pero Onaga no lo vería morir tan pronto. Ordenó a Quan Chi y Shang Tsung hacer frente al ex-emperador. Mientras Onaga recuperaba su trono, Shao Kahn permaneció cautivo en su propio calabozo, torturado por quienes habían prometido lealtad hacia él.
- Datos: Q2735532